# Uta Frith
Uta Frith (n. 25 de maig de 1941) és una psicòloga del desenvolupament que treballa en l'Institut de Neurociencia Cognitiva al University College de Londres. Pionera en la recerca de l'autisme i la dislèxia. El seu llibre Autisme. Cap a una explicació de l'enigma és, en paraules d'Ángel Rivière, un clàssic en aquest tema. A ella es deu la primera traducció completa a l'anglès de l'article de Hans Asperger de 1944.
Des de l'àmbit de la psicologia cognitiva ha realitzat aportacions fonamentals a la disciplina de la neurociència per aprofundir en la recerca dels trastorns de l'espectre autista (TEA). Entre ells, podem explicar l'aplicació del concepte de teoria de la ment a l'estudi de l'autisme, juntament amb Simon Baron-Cohen i Alan Leslie. Aquesta teoria intenta explicar la deficiències que presenten les persones autistes en la comunicació i la cognició social.
El 1989 va formular la teoria de la coherència central feble, per explicar la dificultat de les persones amb trastorns de l'espectre autista per captar els estímuls i el discurs de forma global. Aquesta teoria serà posada a prova per Joliffe i Baron-Cohen en una recerca sobre adults autistes i persones Asperger.